# Bislamština
Bislamština je melanéský kreolský jazyk používaný na Vanuatu. Je jedním z místních oficiálních jazyků, mateřským jazykem obyvatel Port Vila a Luganvillu a druhým jazykem většiny obyvatel země.
Je směsí slov anglických, francouzských a slov z vanuatských jazyků. Skladebně je právě vanuatským jazykům nejpodobnější.
Blízce je příbuzná jazyku Tok Pisin z Papuy Nové Guiney, jazyku Pijin ze Šalomounových ostrovů a kreolštině Torresovy úžiny ze severu Austrálie.
Yumi, Yumi, Yumi v bislamštině je vanuatskou národní hymnou.

## Příklady

### Číslovky
| Bislamsky | Česky |
| wan       | jeden |
| tu        | dva   |
| tri       | tři   |
| fo        | čtyři |
| faef      | pět   |
| sikis     | šest  |
| seven     | sedm  |
| eit       | osm   |
| naen      | devět |
| ten       | deset |

## Vzorový text
„God ...bambae i ravemaot wota
blong ae blong olgeta, mo bambae i
no moa gat man i ded, mo bambae
man i no moa sore, mo bambae i no
moa gat man i krae, mo bambae
man i no moa harem nogud long
bodi blong hem. Ol samting
ya blong bifo oli lus olgeta.“

### Všeobecná deklarace lidských práv
| bislamsky | Evri man mo woman i bon fri mo ikwol long respek mo ol raet. Oli gat risen mo tingting mo oli mas tritim wanwan long olgeta olsem ol brata mo sista. |
| česky     | Všichni lidé se rodí svobodní a sobě rovní co do důstojnosti a práv. Jsou nadáni rozumem a svědomím a mají spolu jednat v duchu bratrství.           |